# Жизнь сначала
«Жизнь сначала» — советский художественный фильм режиссёра Льва Рудника.

## Сюжет
Фронтовые друзья Антонина, Фёдор и Алексей после Победы приезжают в Москву. Жена давно ушла от Фёдора, и теперь его большая квартира становится их общей. Антонина, потерявшая в годы войны мужа и дочь, находит в себе силы вернуться к преподавательской работе и участвовать в экспедициях. Алексей любит Антонину, но, узнав, что она любит Фёдора, уезжает на родину в Сибирь. А к Фёдору возвращается жена — и лишает надежды на счастье уже немолодую, некрасивую Антонину.

## В ролях
- Лидия Сухаревская — Антонина Ивановна Тимофеева
- Иван Дмитриев — Фёдор Власов
- Станислав Чекан — Алексей Шорин
- Ольга Красина — Леля Власова, дочь Фёдора и Валентины
- Эльза Леждей — Валентина, жена Федора
- Леонид Чубаров — Виктор Скворцов
- Нина Гребешкова — Катя, невеста Виктора
- Евгения Мельникова — Бодрухина
- Константин Барташевич — профессор Андреев
- Кирилл Столяров — Коля Лебедев, одноклассник Лёли
- Алексей Ушаков — Сережа Ермолаев, одноклассник Лёли
- Клара Румянова — Зоя
- Михаил Туманишвили
- Виктор Уральский
- Светлана Харитонова
- Сергей Никоненко
- Николай Сморчков — учащийся ремесленного училища
- В. Анисимова
- А. Гвоздкова
- Нина Головина
- В. Грачев
- Галина Самохина
- Маргарита Жарова — эпизод

## Съёмочная группа
- Режиссёр — Лев Рудник
- Сценаристы — Николай Коварский, Лидия Сухаревская
- Оператор — Яковлев, Владимир Тимофеевич
- Композитор — Евгений Крылатов
- Художник — Валерия Нисская